# Donación inoficiosa
La donación inoficiosa surge a raíz de la creación de un contrato de donación, donde el acreedor alimentista quedó en desventaja al verse perjudicado en virtud de que el donante no reservó lo necesario para dar cumplimiento a sus obligaciones alimentarias.

## México
Se prevé que en los artículos 1794, 1914, 1931, 1932 y 1965 del Código Civil del Estado de Jalisco puede ser objeto del contrato de donación la transmisión gratuita de la totalidad de los bienes del donante, lo cual no se considera como una donación nula, pero, se torna inoficiosa, lo que da la posibilidad de revocarla o reducirla, pero no de nulificarla.
Las donaciones inoficiosas se describen en los artículos 221, 222, 223, 234, 2348, 2375, 2383 y 2778 del Código Civil Federal. El artículo 1720 del Código Civil para el Estado de Nayarit, es una copia fiel y auténtica del artículo 2348 del Código Civil Federal, el cual establece que: "Las donaciones serán inoficiosas en cuanto perjudiquen la obligación del donante de ministrar alimentos a aquellas personas a quienes los debe conforme a la Ley".